# Eihwaz
Cette page contient des caractères spéciaux ou non latins. S’ils s’affichent mal (▯, ?, etc.), consultez la page d’aide Unicode.
Eihwaz ou Īhwaz (mot de forme très incertaine, voir plus bas) est la treizième rune du Futhark et la cinquième de la famille de Hagalaz. Elle est précédée par Jēran et suivie de Perþō. Elle est nommée Ēoh en anglo-saxon, avec le sens d’ « if ». L’usage en fut abandonné dans la version brève de l'alphabet runique en usage en Scandinavie, de sorte qu'il n'y a pas de nom pour la désigner en vieux norrois.

## Étymologie
Le nom primitif de la rune en proto-germanique est difficile à reconstruire. On peut en effet restituer pour le proto-germanique deux mots approchants mais distincts avec le sens d’ « if » : *īhaz / *ē2haz, que continue le vieil anglais éoh (ou íh) qui constitue le nom de la rune et le vieux saxon îh, et *īwaz / *ē2waz, que continue le vieil anglais íw (anglais moderne yew) et le vieux norrois yr. Le nom couramment cité pour cette rune, *eihwaz ou *īhwaz, n'est qu’un compromis entre les deux reconstructions.
Ce dernier est probablement un emprunt ancien au Celtique, comparez le gaulois ivos, le breton ivin, le gallois ywen, le vieil-irlandais ēo, voire le français if. L'orthographe courante du nom de la rune, "Eihwaz", combine les deux variantes ; strictement basée sur les preuves du vieil-anglais, une orthographe "Eihaz" serait plus appropriée.[réf. nécessaire]
Le son que notait à l’origine cette rune est mal défini ; il pourrait correspondre au phonème *ē2 reconstruit pour le proto-germanique, mais sa valeur phonétique n’est pas précisément connue, sinon qu’il devait s'agir d'un type de voyelle antérieure.
Par son tracé, Eihwaz ressemble à la variante moderne de Sōwilō avec qui elle ne doit pas être confondue.

## Poèmes runiques
Seul le poème runique anglo-saxon décrit Eihwaz :
| Poème runique                                                                                                 | Traduction en français |
| --- | --- |
| Anglo-saxon ᛇ Eoh byþ utan unsmeþe treow, heard hrusan fæst, hyrde fyres, wyrtrumun underwreþyd, wyn on eþle. | L’if est un arbre à la surface rugueuse, solidement et fermement lié à la terre, gardien de la flamme, aux racines souterraines, une joie sur sa terre natale. |